# Jerónimo Soriano

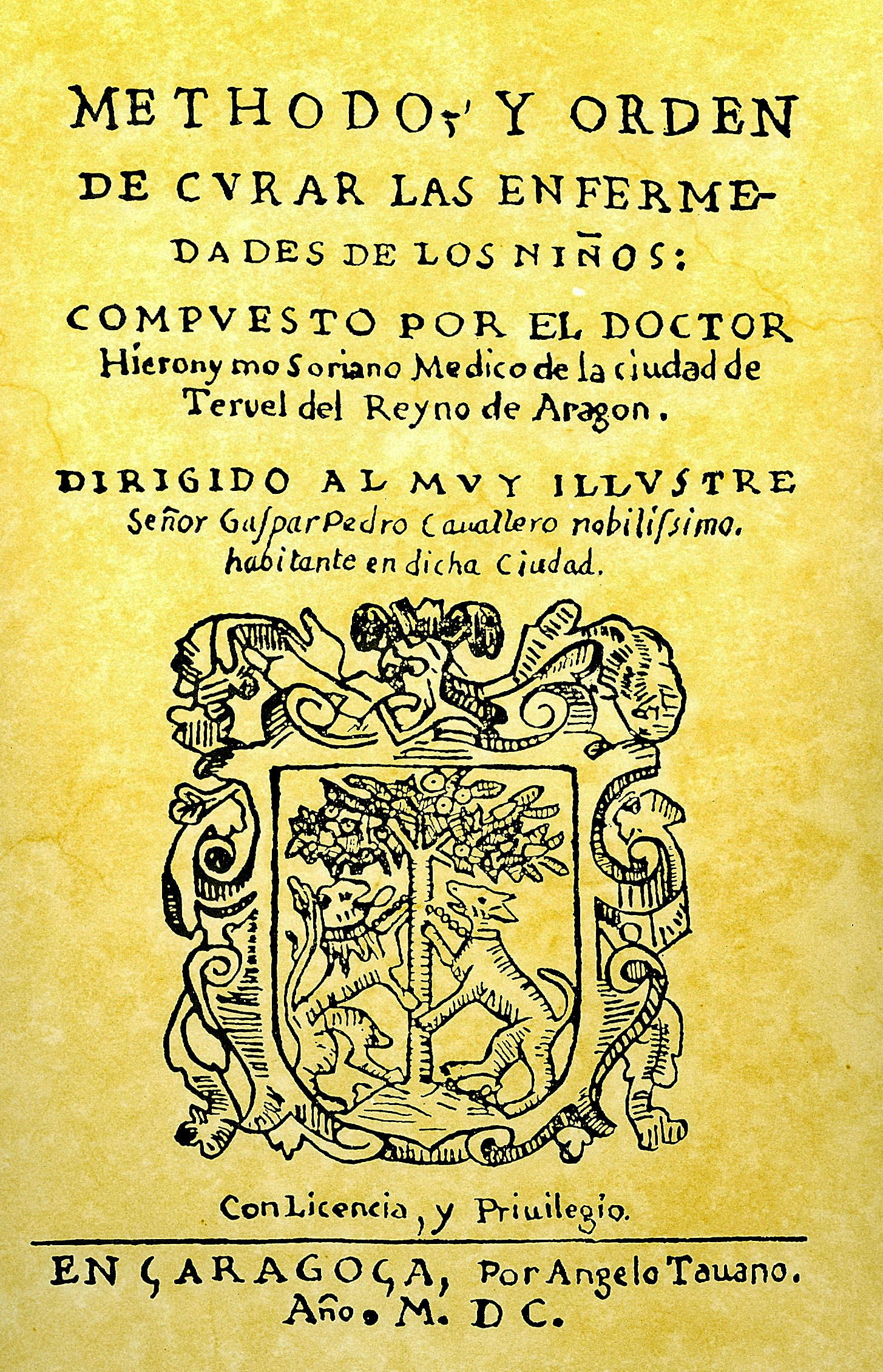
Portada Libro J.Soriano 1600

Jerónimo Soriano fue un médico nacido en Teruel hacia 1560, que ejerció en dicha ciudad y que escribió el primer tratado de Pediatría en lengua española: Methodo y orden de curar las enfermedades de los niños, publicado en Zaragoza en 1600. Es considerado el primer pediatra español de la historia de la medicina. 
Su influencia en España, Europa y América duró al menos dos siglos ya que de 1690, 1697, 1709 y 1721 existen ediciones ampliadas. En el tratado incluye ideas propias y revolucionarias para la época, empleando ya el término de “celiaquía”, distinguiendo las convulsiones febriles de la epilepsia, abordando conceptos de los diferentes saberes pediátricos de la actualidad: las enfermedades psiquiátricas, la costra láctea, el asma, parasitosis intestinales, la malnutrición, la gingivitis, los cólicos nefríticos, las gastroenteritis y las meningitis, entre otras. 
Aunque se apoya en autores clásicos, aporta su propia experiencia teniendo en cuenta siempre la utilización de los métodos curativos menos agresivos para el niño. Anteriormente, en 1595, publicó en Zaragoza: Libro de experimentos médicos, fáciles y verdaderos, recopilados de varios autores, escrito también en español al que se considera el primer libro de divulgación de los conocimientos médicos entre la población, ajena a la profesión médica, alcanzando gran difusión con sus 15 ediciones: la última en 1700. 
A sus expensas fundó en Teruel el primer hospital del que se tiene noticia en España, dedicado a asistir a los niños enfermos. Es decir que ya entiende en aquella época que los niños precisan de un tratamiento y un entorno diferentes a los de los adultos. Se trata de un anticipo de los actuales hospitales infantiles. 
Entre la población era tan apreciado que se le conocía por el señor “san” Jerónimo por su nulo apego al dinero, por perseguir a la hechicería y por su humanidad en el trato. Por todo lo anterior se le considera el iniciador de la Pediatría en España, con repercusiones en Europa y en los países americanos.
En su memoria se organizan en Teruel unos cursos de Pediatría que llevan el nombre de "Memorial Jerónimo Soriano". Desde 2004 se entregan unas ayudas a proyectos sociales de carácter internacional para la protección de los niños más desfavorecidos. Se denominan Ayuda al Proyecto Social Jerónimo Soriano, están financiadas por Ibercaja y se entregan durante la celebración del Memorial Jerónimo Soriano. En 2005 se decidió entregar el Premio Jerónimo Soriano a la considerada mejor publicación original de la revista Anales de Pediatría, órgano oficial de la Asociación Española de Pediatría, con una importante dotación económica. En 2016 debido a la exigencia de la Asociación Española de Pediatría de entregar el premio Jerónimo Soriano fuera de la ciudad de Teruel y fuera del Memorial Jerónimo Soriano se le retiró la autorización a la Asociación Española de Pediatría para utilizar el nombre "Premio Jerónimo Soriano"